# UN-Sonderberichterstatter zu kulturellen Rechten
Die Sonderberichterstatterin zu kulturellen Rechten (englisch Special Rapporteur in the field of cultural rights) dokumentiert verschiedene Arten von Bedrohungen der kulturellen Vielfalt und indem bestimmte Rechte oder bestimmte Personen oder Gruppen ausgeschlossen werden und nur bürgerliche und politische oder wirtschaftliche, soziale und kulturelle Rechte als echte Menschenrechte anerkannt werden - und verschiedene kulturelle Aspekte verloren gehen.

## Das UN-Mandat
Der UN-Menschenrechtsrat schuf diese Stelle am 26. März 2009 mittels einer Resolution, in welcher auch der Auftrag definiert wurde. Dieses UN-Mandat ist auf drei Jahre befristet und wird regelmäßig verlängert. Die letzte Verlängerung des Mandates erfolgte am 5. April 2018.
Die Sonderberichterstatterin ist keine Mitarbeiterin der Vereinten Nationen, sondern wird von der UN mit einem Mandat beauftragt und dazu erließ der UN-Menschenrechtsrat einen Verhaltenskodex. Der unabhängige Status der Mandatsträgerin ist für die unparteiische Wahrnehmung ihrer Aufgaben entscheidend. Die Amtszeit eines Mandats ist auf maximal sechs Jahre begrenzt.
Sie erstellt thematische Studien und erarbeitet Leitlinien zur Verbesserung der Menschenrechte. Die Sonderbeauftragte macht auf Einladung von Staaten Länderbesuche und kann in beratender Funktion Empfehlungen abgeben. Sie prüft Mitteilungen und unterbreitet den Staaten Vorschläge, wie sie allfällige Missstände beheben können. Sie macht auch Anschlussverfahren in welchen sie die Umsetzung der Empfehlungen prüft. Dazu erstellt sie Jahresberichte zuhanden des UN-Menschenrechtsrat.

## Amtsinhaber
- 2009–2015 Farida Shaheed – Pakistan
- 2015–2021 Karima Bennoune – Algerien
- seit 2021 Alexandra Xanthaki – Griechenland

## Websites
- Internetseite der Sonderberichterstatterin für kulturelle Rechte (französisch)
- Internetseite der Sonderberichterstatterin für kulturelle Rechte (englisch)